# Ronald Spelbos
Ronald Spelbos (ur. 8 lipca 1954 w Utrechcie) – holenderski piłkarz grający na pozycji środkowego obrońcy. W reprezentacji Holandii rozegrał 21 meczów i strzelił 1 gola.

## Kariera klubowa
Karierę piłkarską Spelbos rozpoczął w amatorskim klubie HVC Amersfoort. W 1974 roku został zawodnikiem AZ Alkmaar. 1 września 1974 roku zadebiutował w Eredivisie w wygranym 1:0 domowym meczu z FC Wageningen. W zespole z Alkmaaru spędził 8 lat. W tym okresie jeden raz wywalczył tytuł mistrza kraju w 1981 roku, trzykrotnie Puchar Holandii w latach 1978, 1981 i 1982. W 1981 roku wystąpił w finałowych meczach Pucharu UEFA (0:3, 4:2) z Ipswich Town.
W 1982 roku Spelbos przeszedł z Alkmaaru do belgijskiego Club Brugge. Po 2 latach gry w tym klubie wrócił do Holandii i został zawodnikiem Ajaksu Amsterdam. Zadebiutował w nim 2 września 1984 w spotkaniu ze Spartą Rotterdam, wygranym przez Ajax 5:2. W Ajaksie grał do końca sezonu 1987/1988. W 1985 roku wywalczył z Ajaksem mistrzostwo Holandii. W latach 1986 i 1987 zdobył Puchar Holandii. W 1987 roku zdobył też Puchar Zdobywców Pucharów. W 1988 roku zakończył karierę.
| Sezon   | Klub        | Kraj     | Rozgrywki     | Mecze | Bramki |
| ------- | ----------- | -------- | ------------- | ----- | ------ |
| 1974/75 | AZ Alkmaar  | Holandia | Eredivisie    | 23    | 0      |
| 1975/76 | AZ Alkmaar  | Holandia | Eredivisie    | 29    | 1      |
| 1976/77 | AZ Alkmaar  | Holandia | Eredivisie    | 34    | 1      |
| 1977/78 | AZ Alkmaar  | Holandia | Eredivisie    | 34    | 2      |
| 1978/79 | AZ Alkmaar  | Holandia | Eredivisie    | 31    | 1      |
| 1979/80 | AZ Alkmaar  | Holandia | Eredivisie    | 31    | 1      |
| 1980/81 | AZ Alkmaar  | Holandia | Eredivisie    | 31    | 4      |
| 1981/82 | AZ Alkmaar  | Holandia | Eredivisie    | 28    | 0      |
| 1982/83 | Club Brugge | Belgia   | Eerste Klasse | 33    | 5      |
| 1983/84 | Club Brugge | Belgia   | Eerste Klasse | 29    | 6      |
| 1984/85 | AFC Ajax    | Holandia | Eredivisie    | 25    | 7      |
| 1985/86 | AFC Ajax    | Holandia | Eredivisie    | 29    | 5      |
| 1986/87 | AFC Ajax    | Holandia | Eredivisie    | 22    | 2      |
| 1987/88 | AFC Ajax    | Holandia | Eredivisie    | 19    | 5      |

## Kariera reprezentacyjna
W reprezentacji Holandii Spelbos zadebiutował 10 września 1980 roku w przegranym 1:2 spotkaniu eliminacji do MŚ 1982 z Irlandią. Grał też w eliminacjach do ME 1984, MŚ 1986 i ME 1988. Od 1980 do 1987 roku rozegrał w kadrze narodowej 21 meczów i strzelił w nich 1 gola.
| Mecze i gole w reprezentacji | Mecze i gole w reprezentacji | Mecze i gole w reprezentacji | Mecze i gole w reprezentacji | Mecze i gole w reprezentacji | Mecze i gole w reprezentacji | Mecze i gole w reprezentacji |
| #                            | Data                         | Stadion                      | Rywal                        | Wynik                        | Gol                          | Rozgrywki                    |
| 1980                         | 1980                         | 1980                         | 1980                         | 1980                         | 1980                         | 1980                         |
| ---------------------------- | ---------------------------- | ---------------------------- | ---------------------------- | ---------------------------- | ---------------------------- | ---------------------------- |
| 1.                           | 10.09.1980                   | Dublin, Irlandia             | Irlandia                     | 1:2                          | 0                            | el. MŚ 1982                  |
| 2.                           | 11.10.1980                   | Eindhoven, Holandia          | RFN                          | 1:1                          | 0                            | towarzyski                   |
| 3.                           | 30.12.1980                   | Montevideo, Urugwaj          | Urugwaj                      | 0:2                          | 0                            | towarzyski                   |
| 1981                         |                              |                              |                              |                              |                              |                              |
| 4.                           | 22.02.1981                   | Groningen, Holandia          | Cypr                         | 3:0                          | 0                            | el. MŚ 1982                  |
| 1982                         |                              |                              |                              |                              |                              |                              |
| 5.                           | 23.03.1982                   | Glasgow, Szkocja             | Szkocja                      | 1:2                          | 0                            | towarzyski                   |
| 6.                           | 22.09.1982                   | Rotterdam, Holandia          | Irlandia                     | 2:1                          | 0                            | el. ME 1984                  |
| 7.                           | 10.11.1982                   | Rotterdam, Holandia          | Francja                      | 1:2                          | 0                            | towarzyski                   |
| 1983                         |                              |                              |                              |                              |                              |                              |
| 8.                           | 16.02.1983                   | Sewilla, Hiszpania           | Hiszpania                    | 0:1                          | 0                            | el. ME 1984                  |
| 9.                           | 27.04.1983                   | Utrecht, Holandia            | Szwecja                      | 0:3                          | 0                            | towarzyski                   |
| 1984                         |                              |                              |                              |                              |                              |                              |
| 10.                          | 17.10.1984                   | Rotterdam, Holandia          | Węgry                        | 1:2                          | 0                            | el. MŚ 1986                  |
| 11.                          | 14.11.1984                   | Wiedeń, Austria              | Austria                      | 0:1                          | 0                            | el. MŚ 1986                  |
| 12.                          | 23.12.1984                   | Nikozja, Cypr                | Cypr                         | 1:0                          | 0                            | el. MŚ 1986                  |
| 1985                         |                              |                              |                              |                              |                              |                              |
| 13.                          | 16.10.1985                   | Bruksela, Belgia             | Belgia                       | 0:1                          | 0                            | el. MŚ 1986                  |
| 14.                          | 20.11.1985                   | Rotterdam, Holandia          | Belgia                       | 2:1                          | 0                            | el. MŚ 1986                  |
| 1986                         |                              |                              |                              |                              |                              |                              |
| 15.                          | 15.10.1986                   | Budapeszt, Węgry             | Węgry                        | 1:0                          | 0                            | el. ME 1988                  |
| 16.                          | 19.11.1986                   | Amsterdam, Holandia          | Polska                       | 0:0                          | 0                            | el. ME 1988                  |
| 17.                          | 21.12.1986                   | Limassol, Cypr               | Cypr                         | 2:0                          | 0                            | el. ME 1988                  |
| 1987                         |                              |                              |                              |                              |                              |                              |
| 18.                          | 21.01.1987                   | Barcelona, Hiszpania         | Hiszpania                    | 1:1                          | 0                            | towarzyski                   |
| 19.                          | 25.03.1987                   | Rotterdam, Holandia          | Grecja                       | 1:1                          | 0                            | el. ME 1988                  |
| 20.                          | 24.10.1987                   | Zabrze, Polska               | Polska                       | 2:0                          | 0                            | el. ME 1988                  |
| 21.                          | 28.10.1987                   | Rotterdam, Holandia          | Cypr                         | 8:0                          | 1                            | el. ME 1988                  |

## Kariera trenerska
Po zakończeniu kariery Spelbos został trenerem. W latach 1992–1995 prowadził NAC Breda, a w 1995 roku krótko pracował w SBV Vitesse. W latach 1996–1997 był trenerem FC Utrecht, a w latach 1998–1999 - ponownie NAC Breda.